# 焦尔毛特
焦尔毛特，是匈牙利杰尔-莫雄-肖普朗州所辖的一个村。总面积22.45平方公里，总人口1232，人口密度54.9人/平方公里（2011年1月1日）。